# Didier Ozanam
Pour les articles homonymes, voir Ozanam.
Didier Ozanam, né le 30 août 1922 à Paris et mort le 10 février 2024 dans la même ville,, est un historien français, spécialiste du XVIIIe siècle espagnol.

## Biographie
Élève de l'École nationale des chartes, il obtient le diplôme d'archiviste paléographe en 1944 avec une thèse intitulée Les officiers royaux des bailliages de Champagne de 1285 à 1422.
Son parcours est ensuite lié à la Casa de Velázquez, dont il est secrétaire général dès la fin des années 1960, puis directeur de 1979 à 1988.
Il épouse en 1949 l'historienne Denise Bossuat (fille de Robert Bossuat), morte en 2019.
Il a donné sa bibliothèque de travail à la bibliothèque de l'École des chartes.

## Publications
- Correspondance secrète du comte de Broglie avec Louis XV (1756-1774) (en collab. avec Michel Antoine), Paris, 1956 et 1961.
- Les sources de l’histoire de l’Amérique latine. Guide du chercheur dans les archives françaises. I–Les Affaires étrangères, Paris, 1963.
- « La colonie française de Cadix au XVIIIe siècle d'après un document inédit de 1777 », Mélange de la Casa de Velázquez (tome IV), Paris, 1968.
- La diplomacia de Fernando VI. Correspondencia reservada entre D. José de Carvajal y el duque de Huéscar, 1746-1749, Madrid, 1975.
- Les intendants espagnols du XVIIIe siècle (en collab. avec Fabrice Abbad), Madrid, 1992.
- Les diplomates espagnols du XVIIIe siècle. Introduction et répertoire biographique (1700-1808), Madrid-Bordeaux, 1998.
- Un español en la Corte de Luis XV : cartas confidenciales del embajador Jaime Masones de Lima, 1752-1754, Alicante, 2001.
- Los capitanes y comandantes generales de provincias en la España del Siglo XVIII: Estudio preliminar y repertorio biográfico, Córdoba, 2008.
- Misión en París: Correspondencia particular entre el Marqués de La Ensenada y el Duque de Huéscar (1746-1749), par Didier Ozanam et Diego Téllez Alarcia, Logroño: Instituto de Estudios Riojanos, 2011.

## Distinctions
- Chevalier de la Légion d'honneur (28 décembre 1979)
- Chevalier de l'ordre des Palmes académiques (1976)